# 원통로
원통로(Wontong-ro)는 강원특별자치도 인제군 인제읍 원통교차로와 북면 원통교차로(삼거리)를 잇는 강원특별자치도의 도로이다. 도로의 대부분이 북면 원통리를 지난다고 하여 원통로로 명명되었다.

## 노선
- 북면교차로 (광치령로, 설악로, 이평로)
- 서호교(인제읍, 북면 경계)
- 원통농공단지입구
- 원통초등학교
- 원통터미널입구삼거리
- 원통오거리 (금강로, 원통로147번길)
- 원통119안전센터
- 원통교차로 (설악로)